# Jernej Vrtovec
Jernej Vrtovec, slovenski teolog in politik, * 24. maj 1985, Postojna.
Ob nastopu 14. vlade Republike Slovenije je bil 13. marca 2020 imenovan na mesto ministra za infrastrukturo Republike Slovenije. V njegovem mandatu so na ministrstvu pripravili novelo Zakona o cestninjenju, na podlagi katere so bile z decembrom 2021 namesto nalepk uvedene elektronske vinjete. Prav tako so se v njegovem mandatu začela dela na tretji razvojni osi ter drugem tiru. Veliko odobravanja javnosti je požela odločitev za uveljavitev prepovedi prehitevanja za tovorna vozila, težja od 7,5 tone, na celotnem AC-križu, vključno s hitrimi cestami, z namenom izboljšanja pretočnosti in zagotavljanja večje varnosti. V okviru slovenskega predsedovanja Svetu EU je od 1. julija 2021 Jernej Vrtovec kot minister za infrastrukturo predsedujoči evropskim ministrom za promet in evropskim ministrom za energijo.

## Življenjepis
Leta 2004 je zaključil srednjo šolo, leta 2013 pa diplomiral na Teološki fakulteti Univerze v Ljubljani.

### Politika
Že v času srednje šole je ustanovil občinski odbor Nove Slovenije v Komnu. Leta 2005 je postal generalni sekretar Mlade Slovenije - podmladka NSi, ki mu je od leta 2009 tudi predsedoval. Istočasno je do leta 2014 kot opravljal funkcijo predstavnika za stike z javnostjo NSi. Leta 2014 je bil izvoljen za poslanca, ponovno tudi leta 2018 in 2022.

#### Minister za infrastrukturo
13. marca 2020 je bil ob nastopu 14. vlade Republike Slovenije pod vodstvom Janeza Janše (SDS) imenovan na mesto ministra za infrastrukturo Republike Slovenije. V njegovem mandatu je stekel postopek za uvedbo elektronskih vinjet, začela so se tudi dela na 3. razvojni osi.